# Andreï Chaliouta
Pas d'image ? Cliquez ici

a Compétitions nationales et continentales officielles uniquement.

b Matchs officiels uniquement.
Dernière mise à jour le 4 décembre 2019.
Andreï Chaliouta, né le 13 avril 1973 , est un joueur russe de rugby à XV évoluant au poste d'ailier ou de centre.

## Carrière

### En club
Andreï Chaliouta est repéré par Jacques Fouroux qu'il fait signer au FC Auch de 1997 à 1999 avant de rejoindre pendant une année le CA Bègles.
Andreï Chaliouta s'est ensuite engagé de 2000 à 2002 au CS Bourgoin-Jallieu avant de rejoindre le FC Grenoble de 2002 à 2004 puis le Lyon OU.

### En équipe nationale
Andreï Chaliouta a connu des sélections avec l'équipe de Russie à sept.